# Chionaema cruentata
Chionaema cruentata är en fjärilsart som beskrevs av Talbot. Chionaema cruentata ingår i släktet Chionaema och familjen björnspinnare. Inga underarter finns listade i Catalogue of Life.